# Kácov
Kácov là một chợ huyện thuộc huyện Kutná Hora, vùng Středočeský, Cộng hòa Séc.